# Denis Goavec
Denis Goavec est un footballeur français né le 15 septembre 1957 à Toulon (Var). Surnommé « le moineau » (1,64 m pour 61 kg), il joue milieu de terrain, principalement au Stade brestois, avec lequel il accède à la D1 en 1979.
Il effectue ensuite une carrière d'entraîneur, qui passe notamment par Saint-Brieuc, Angers, Brest, Vannes et Reims.

## Biographie
D'origine bretonne, il est fils d'ingénieur. Il est joueur professionnel de 1977 à 1988. Il est entraîneur depuis 1988.
Il est un entraîneur réputé, notamment pour ses nombreuses montées en divisions supérieures.
En décembre 2010, il est nommé sélectionneur de l'équipe du Bénin.

## Carrière de joueur
- ES Viry-Châtillon (1968-1977)
- Stade brestois (1977-1980) - Ligue 2 puis Ligue 1
- AAJ Blois (1980-1982) - Ligue 2
- FC Montceau Bourgogne (1982-1988) - Ligue 2

## Carrière d'entraîneur-joueur
- Saint-Brieuc (1988-1992) - DSR / DH / D4 puis D3        3 montées en 3 ans - champion et accession en division supérieure chaque année

## Carrière d'entraîneur
- Saint-Brieuc (1988-1995)   -  Montée en Ligue 2
- Stade brestois (1995-1997)
- Saint-Brieuc Foot Féminin (1998-1999)  Division 1
- SCO Angers (1999-2001)  -  Accession en Ligue 2
- Vannes OC (2001-nov. 2002)
- Stade de Reims (déc. 2002-2003)
- Saint-Brieuc (2005-2007)
- Conseiller et adjoint de Michel Estevan à l'AC Arles-Avignon (2009-sep. 2010)  -  Montée en Ligue 1
- AS Vita Club (décembre 2011 à avril 2012) RDC
- AS Cherbourg, (2013-2014)
- MC El Eulma  (2014-nov. 2014)- Algérie
- JS Saoura (nov. 2014-mars 2015) - Algérie
- AS Kaloum Star (déc. 2015[2]-jan .2017) - Guinée Conakry
- Cano Sport Academy  (déc.2019- mars 2020) - Guinée équatoriale
- Tabora United FC (2024) - Tanzanie

## Carrière de sélectionneur
- Bénin (2010-2011)

## Palmarès d'entraîneur
- Élu meilleur entraîneur de Ligue 2 en 1993

- 5 montées en cinq ans avec Saint-Brieuc, de la DSR à la Ligue 2
- Montée en Ligue 2 avec Angers
- Montée en Ligue 1 avec l'AC Arles-Avignon

## Formations
- 1996 : diplôme d'entraîneur professionnel de football (DEPF)
- 2004 : formation du certificat de formateur

licence pro UEFA